# Carlo Zuccari
Carlo Zuccari (Casalmaggiore, 10 november 1704 - aldaar, 3 mei 1792) was een Italiaans barokcomponist, violist en leraar.

## Levensloop
Carlo Zuccari werd geboren in Casalmaggiore, een welvarende kleine stad in de provincie Cremona op 10 november 1704. Zijn vader was Domenico Zuccari en zijn moeder heette Maddalena Gazzi. 
Hij begon zijn vioolstudie op zeer jonge leeftijd bij een priester genaamd Gaetano Guadagni. Deze Guadagnie, die dit overigens volstrekt belangeloos deed, ontdekte dat Zuccari een uitzonderlijk talent was. Op advies van zijn leraar ging hij dan ook naar Parma om verder te studeren. Verder studeerde hij nog in Guastalla en in Bologna. In Cremona, de laatste stad waar hij studeerde, ontdekte hij zijn artistieke voorbeeld in de violist-componist Gasparo Visconti (1683-1731). Visconti, een rijk man, nam Zuccari zelfs in huis om hem te verzorgen. Hij behandelde Zuccari als zijn eigen zoon. In diezelfde periode specialiseerde Zuccari zich in compositie en contrapunt bij Giuseppe Gonelli (1685-1745), toenmalig koormeester in de kathedraal van Cremona.
In 1723, inmiddels redelijk vermogend, verhuisde Zuccari naar Wenen met zijn broer en een zekere Pertusati, een edelman in dienst van Oostenrijk. Hier werd hij bewonderd om zijn talent als virtuoos aan het hof van de Habsburgers. Ook heeft hij gedurende vier jaar in de stad Olmuz de functie van kapelmeester bekleed. Na dit succes woonde hij in diverse steden in Duitsland om vervolgens terug te keren naar Cremona. 
Via Gasparo Visconti leerde hij de Milanese edelvrouw Francesca Radaelli, een amateur-zangeres, kennen met wie hij trouwde in 1733. Tijdens zijn huwelijk verhuisde hij naar het huis van zijn schoonmoeder in Milaan. Snel daarna reisde hij naar Parijs om zijn roem als vioolvirtuoos te consolideren. Hij bleef een jaar in Parijs en vertrok daarna naar Londen. In heel Europa kreeg Zuccari de bijnaam Zuccherino vrij vertaald suikertje, dit vanwege zijn zwoele en zoete muziek. Toen hij op het punt stond om te verhuizen naar Madrid, protesteerde zijn vrouw hier heftig tegen en daarom keerde hij in 1736 terug naar Milaan, waar hij zich definitief probeerde te vestigen. Veertig jaar lang had hij een zeer actief leven in de muziek in de regionale hoofdstad, en in Milaan publiceerde hij in 1747 dan ook zijn Sonate a Violino, zijn e Basso ò klavecimbel en zijn Opera Prima, dat zijn belangrijkste werk is. 
Zuccari was ook directeur van de Accademia Filarmonica Milanese en vanaf 1748 was hij lid van het Orkest Ducale. In 1750 was hij werkzaam als eerste violist bij het beroemde orkest van Sammartini. In Milaan was hij ook nog leraar van enkele redelijk bekende leerlingen. Een van zijn vioolleerlingen was Pietro Verri, een bekend literair figuur, filosoof en econoom, die lid was van de Accademia dei Pugni. Andere leerlingen waren Teresa Agnesi Pinottini en graaf Giorgio Giulini, een goede en bekende geschiedschrijver en waardig muzikant.
In 1760 reist Zuccari naar Londen, als lid van de Opera Italiana Orchestra. Hij zou hier 5 jaar blijven. Hier publiceerde hij in 1762 een methode voor viool en in 1764 de Sonate per due violini e Basso. In 1765 keerde hij wederom terug naar Milaan. In datzelfde jaar was hij in dienst als eerste violist bij het orkest van Sammartini en trad hij in Cremona en Pavia op tijdens de concerten die gehouden werden ter gelegenheid van de feestelijke herdenking ter nagedachtenis aan aartshertog en keizer Leopold I van Oostenrijk. Tijdens de concerten raakte hij bevriend met Luigi Boccherini, die ook in het orkest speelde als eerste cellist. 
In 1778 trok hij zich terug uit het muzikale leven van Milaan en keerde hij terug naar zijn geboortestad Casalmaggiore, vergezeld door zijn vrouw en vijf kinderen. In Casalmaggiore werd hij in zijn nadagen nog leraar en hield hij zich bezig met wetenschappelijk onderzoek naar harmonie en akoestiek. Hij stierf in Casalmaggiore op 3 mei 1792.

### Composities
De composities van Carlo Zuccari die we kennen zijn niet erg talrijk, naast de eerder genoemde Sonate een Violino, e Basso ò klavecimbel, Opera Prima en de Sonate per due violini e Basso, bestaan er nog manuscripten voor vier Concerti per Violino Concertato e Strumenti en een Solo per Violino e Basso, een sonate per flauto solo e basso en een sonate per cello. Een daarvan werd lange tijd toegeschreven aan niemand minder dan Johann Sebastian Bach.  Ook schreef hij veel vocale en gewijde muziek, maar deze werken zijn grotendeels vernietigd.
- Biblioteca Nacional de España: XX1044959
- Bibliothèque nationale de France: cb14834665x (data)
- Gemeinsame Normdatei: 102411204
- International Standard Name Identifier: 0000 0000 8130 9093
- Library of Congress Control Number: n94054270
- MusicBrainz: ce22ac0e-81d4-4926-9c1d-c7eca2e936eb
- Nationale Bibliotheek van Israël: 987007420563305171
- Nederlandse Thesaurus van Auteursnamen: 108131238
- Istituto Centrale per il Catalogo Unico: SBNV024163
- Virtual International Authority File: 51956556
- WorldCat: E39PBJbWxQDHrvFQQH3YYFkVYP